# Cosuma
Cosuma is een geslacht van vlinders van de familie slakrupsvlinders (Limacodidae).

## Soorten
- C. flavimacula West, 1940
- C. marginata Holland, 1892
- C. polana Druce, 1887
- C. radiata Carcasson, 1965
- C. rugosa Walker, 1855